# Dibaeis
Genre
Synonymes
- Verrucaria Scop., 1777 nomen rejiciendum

Dibaeis est un genre de lichens de la famille des Icmadophilaceae.
Selon Index Fungorum (2 novembre 2013) et MycoBank (2 novembre 2013), le nom de genre Verrucaria Scop., 1777 n’est pas valide et est remplacé par Dibaeis. 
En revanche, Verrucaria Schrad., 1794 est bien un nom valide. 

## Liste d'espèces du genreDibaeis
Selon Catalogue of Life (2 novembre 2013) :
- Dibaeis absoluta
- Dibaeis arcuata
- Dibaeis baeomyces
- Dibaeis sorediata

Selon Index Fungorum (2 novembre 2013) :
- Dibaeis absoluta (Tuck.) Kalb & Gierl 1993
- Dibaeis arcuata (Stirt.) Kalb & Gierl 1993
- Dibaeis baeomyces (L. f.) Rambold & Hertel 1993
- Dibaeis birmensis Kalb & Gierl 1993
- Dibaeis columbiana (Vain.) Kalb & Gierl 1993
- Dibaeis cretacea Elix & Kantvilas 1993
- Dibaeis globulifera Kalb & Gierl 1993
- Dibaeis holstii (Müll. Arg.) Kalb & Gierl 1993
- Dibaeis inaequalis Kalb & Gierl 1993
- Dibaeis pulogensis (Vain.) Kalb & Gierl 1993
- Dibaeis sorediata Kalb & Gierl 1993
- Dibaeis stipitata Kalb & Gierl 1993
- Dibaeis umbrelliformis Kalb & Gierl 1993
- Dibaeis weberi (J.W. Thomson) Kalb & Gierl 1993

Selon NCBI (2 novembre 2013) :
- Dibaeis absoluta
- Dibaeis baeomyces